# Joaquim de Lemos Cunha
Joaquim de Lemos Cunha (28 de setembro de 1891 — ?) foi um político brasileiro.
Foi governador do Piauí, de 29 janeiro a maio de 1931.